# Dakini

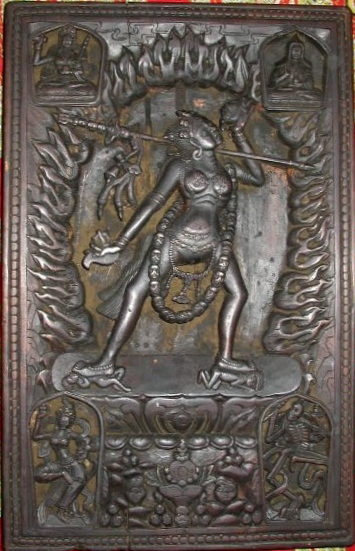
Vajrayogini Dakini (tibetische Schnitzerei)

Eine Dakini (Sanskrit डाकिनी ḍākinī „Himmelstänzerin“; auch Khandro, tibetisch མཁའ་འགྲོ། Wylie mkha' 'gro „Luft-“ oder „Himmelswandlerin“) ist ein Geistwesen in der Mythologie des Tantra im Hinduismus und Buddhismus, welches die Seelen der Toten in den Himmel bringt. Die Dakinis im tibetischen Buddhismus sind weibliche Wesen mit einem sehr wandelbaren, teils auch wilden Temperament, die als Inspiration für die spirituelle Praxis agieren. Sie können als friedliche, zornvolle und gemischt friedlich-zornvolle Gestalten auftreten. Sie repräsentieren die Ermutigung und Inspiration für den spirituellen Weg und überprüfen zugleich den spirituellen Fortschritt der Dharma-Praktizierenden. Das Reine Land der Dakinis heißt Khechara.
Das männliche Pendant bezeichnet man im Sanskrit als Daka, im Tibetischen Pawo.

## Aussprache und Bedeutung von Khandro
Normalerweise wird es als kandro, in der tibetischen Liturgie hingegen als kha'dro ausgesprochen. Die Silbe mkha' bedeutet Himmel, aber auch Äther oder Raum. Mit dem Raum ist der buddhistische Raum der Leerheit gemeint. Die zweite Silbe 'gro bedeutet bewegen oder gehen; wobei die Bedeutung im buddhistischen Kontext gehen mit vollständigem Verstehen meint. Eine zusätzliche Endungssilbe ma zeigt an, dass es weiblich ist.

## Ursprünge
Gemäß einer Legende brachten in früheren Zeiten die Mitglieder der indischen Herrscherkaste und der Adelsfamilien ihre Verstorbenen weit in den Norden, zu einem Dakini-Schrein. Dieser war am Fuße des Himalaya gelegen. Andere Legenden aus Tibet beziehen sich auf einen Mythos, nachdem die Dakinis zunächst in weit entfernten und menschenleeren Gebieten erschienen sind.
Es gibt jedoch auch Vermutungen, wonach die Dakinis und Dakas in früheren Zeiten Schamaninnen und Schamanen waren, die sich mit Hilfe ekstatischer Tänze in Trance versetzten und auf diese Weise Reisen in andere Welten unternehmen konnten. Auf diese während des Tanzes unternommenen Reisen durch den Himmel bzw. in die himmlischen Sphären bezieht sich dann möglicherweise auch die Bezeichnung „Himmelstänzer(in)“.

## Beschreibung

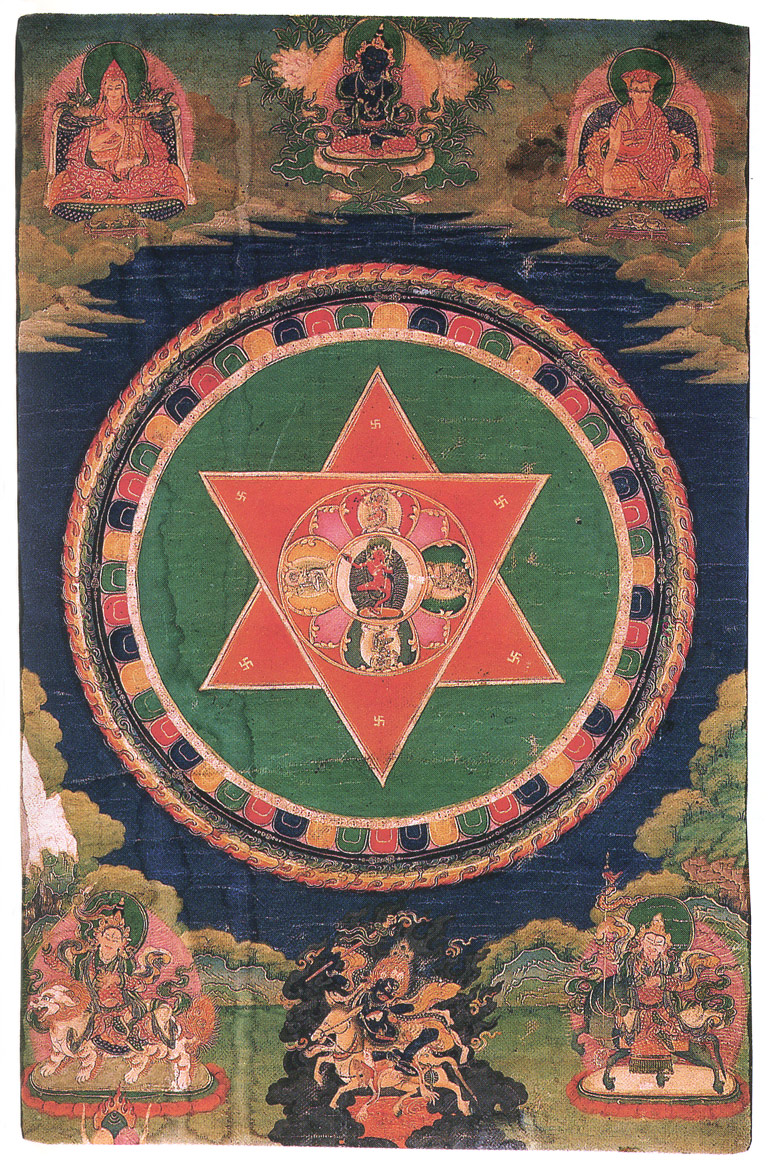
Vajravarahi Mandala (Tibet, 19. Jh.)

Dakinis sind der Überlieferung zufolge nicht an die Zeit gebunden, sie sind sowohl körperlos als auch sehr langlebig, sind nicht-menschliche Wesen und sie existieren seit dem Anbeginn zusammen mit der spirituellen Energie. In „New Age“-Glaubenssystemen werden sie oft mit Engeln gleichgesetzt. Diese Annahme steht jedoch im Widerspruch zum jüdisch-christlichen Glauben, da die Dakinis im Gegensatz zu Engeln keine „Diener Gottes“ sind. Trotzdem könnte man die Engel trotz der Unterschiede als westliches Äquivalent zu den Dakinis betrachten.
Das Verhalten der Dakinis ist immer offenbarend und mysteriös und sie reagieren auf den Status der spirituellen Energie der jeweiligen Individuen. Ihr üblicher Wohnort ist die spirituelle Form der Liebe – das könnte man auch als eine Erklärung dafür nehmen, warum angenommen wird, dass Dakinis (und Engel) in himmlischen Sphären leben. Dakinis manifestieren sich auch in menschlicher Form, sie können angeblich in jeder Form erscheinen.
Im tibetischen Buddhismus und anderen Schulen, die eng mit dem Yogacara und dem Vajrayana in Bezug stehen, wird eine Dakini als ein übernatürliches Wesen bzw. himmlische, aber unerlöste Gottheit (Deva) betrachtet, welches die Fähigkeiten und die Absichten eines Praktizierenden überprüft. Viele Geschichten über die Mahasiddhas in Tibet beinhalten Episoden, in denen eine Dakini erscheint, um einen angehenden Mahasiddha zu prüfen.
Wenn der Test einer Dakini bestanden wurde, wird der Praktizierende meist als Mahasiddha anerkannt und steigt in das Paradies der Dakinis auf, einem Ort der Wonne und der Erleuchtung. Obwohl Dakinis oft nackt und schön dargestellt werden, sind sie keine eigentlichen sexuellen Symbole, aber doch Symbole für die Natur und die Wahrheit. Es gibt Fälle, in denen eine Dakini auch die Kontrolle über das sexuelle Verlangen eines Praktizierenden prüft, jedoch sind sie selbst frei von jeglichen Leidenschaften.

### Tantrische Vereinigung
Bei der tantrischen Vereinigung kann eine „menschliche Dakini“ als Praxisgefährtin mit einbezogen sein. Sie ist meist im Tantra Yoga geübt und stellt zugleich auch die Verkörperung einer echten Dakini dar, da bei diesen Praktiken die spezifisch tantrische reine Sichtweise des Praktizierenden von großer Bedeutung ist. Die Praxispartner erhöhen durch die geschlechtliche Vereinigung die Intensität der in den körperlichen Energiebahnen fließenden Energien. Dakas und Dakinis helfen, sich zur selben Zeit auf die spirituellen Freudenerfahrungen und zugleich auf Arbeit mit den durch die Vereinigung erweckten Energien zu konzentrieren. Sexuelle Freudenerfahrungen werden dabei in den tantrischen Pfad integriert. Diese Praktiken sind daher immer im Zusammenhang mit dem tantrischen Übungsweg eines Vajrayana-Praktizierenden zu sehen und sind kein bloß auf sexuellen Genuss ausgelegter Selbstzweck. Eine Ermächtigung und mündliche Unterweisungen zu diesen Praktiken durch einen befähigten tantrischen Meister sind unerlässliche Voraussetzungen, da die Arbeit mit den durch die tantrische Praxis erweckten körperlichen Energien gefährlich sein kann.

### Die drei Klassen von Dakinis
Nach dem Stand ihrer spirituellen Entwicklung können drei unterschiedliche Klassen von Dakinis unterschieden werden:
1. Die unterste Klasse der Dakinis ist noch nicht erleuchtet und ist Menschen gegenüber entweder feindlich oder freundlich gesinnt.
2. Die mittlere Klasse der Dakinis ist mit 24 heiligen Orten in Indien und Tibet verknüpft und kann nur von spirituell entwickelten Menschen wahrgenommen werden. Die 24 Orte stehen auch in Beziehung zu Aspekten des feinstofflichen Körpers und werden in bestimmten tantrischen Meditationen visualisiert.
3. Die höchste Klasse der Dakinis sind spontan erleuchtete Wesen und Ausstrahlungen des Dharmakayas.

### Die Dakini im inneren Erleben
Man kann die Dakinis nicht nur als mythologische Wesen, sondern auch als Symbole für die inneren, psychologische Prozesse des Einzelnen verstehen. Somit symbolisieren sie alle Inspirationen, die anregen, auf dem Weg des Buddha-Dharma weiter voranzuschreiten. Diese sind nicht immer nur wohlwollend, sie können auch plötzlich und in beängstigender Weise das jeweilige Weltbild auf den Kopf stellen und die begrenzenden Fesseln und Mauern zerschlagen. Wie diese „Befreiungsschläge“ dann empfunden werden, hängt von der jeweiligen Bereitschaft ab, sie anzunehmen und zu integrieren. Da die Dakinis frei von jeglicher Konvention sind, scheuen sie sich nicht, auch die ungewöhnlichsten Wege zu beschreiten, um aufzurütteln und zu helfen. Gewisse tantrische Meditationen (Sadhanas) verbinden durch Visualisation die Praktizierenden mit den inspirierenden Energien der jeweiligen Dakini.

### Die Dakini im äußeren Erleben
Um eine Dakini zu erleben, muss nicht nach der Erscheinung dieser übersinnlichen Wesen gesucht werden. Es kann auch einfach bedeuten, einen Menschen gleich welchen Geschlechts zu finden, der uns im Alltag wie eine Dakini auf unserem spirituellen Weg unterstützt und uns führt.

## Bekannte Dakinis

### Sambhogakaya-Dakinis
- Vajrayogini – (tib.: Dorje Khandro), diese ursprünglich in der Sakya-Schule, später auch in anderen Schulen des tibetischen Buddhismus verehrte Dakini wird in ihrer bekanntesten Form mit roter Hautfarbe dargestellt, als Attribute trägt sie ein Vajra-Hackmesser sowie eine blutgefüllte Schädelschale. Auf dem Kopf trägt sie eine Schädelkrone und hält einen mit einem Vajra gekrönten Kathvanga.
- Vajravarahi – (tib.: Dorje Phagmo), eine besondere Form der der Vajrayogini, die in der Kagyü-Schule von Bedeutung ist, wird meist wie Vajrayogini mit roter Hautfarbe und gleichen Attributen dargestellt. Sie trägt aber, auf ihrer mit Schädeln geschmückten Krone als ein Symbol für die Überwindung der Verblendung den Kopf einer Sau. Somit steht sie für die alles überwindende Weisheit.
- Simhamukha – (sanskrit: Löwengesicht) , (tib.: seng ge'i gdong can ma) Die Dakini-Erscheinungsform des Padmasambhava, ausgestattet mit einem Löwenkopf hat große Bedeutung in der Terma-Tradition der Nyingma-Schule.
- Troma Nakmo – die schwarze Dakini hat in der Chöd-Tradition ausgehend von Machik Labdrön große Bedeutung.
- Salgye Du Dalma – (tib.: Die jenseits des konzeptuellen Denkens wirkt) – diese aus dem Muttertantra des tibetischen Bön stammende Dakini wird mit weißer Hautfarbe, Haumesser, Schädelschale und Kathvanga haltend dargestellt. Sie hat große Bedeutung als Hüterin des Schlafes während der Übungen zu sogenanntem Schlaf- und Traumyoga.

Die folgenden fünf Dakinis bilden eine besondere Gruppe im Rahmen des tibetischen Buddhismus und stehen mit den fünf ursprünglichen Weisheiten in Verbindung, die meist durch die fünf transzendenten Buddhas (Adibuddhas) dargestellt werden. Sie erscheinen in der Ikonografie oft in einem Mandala. Ihnen werden jeweils besondere Fähigkeiten zugesprochen.
- Buddha-Dakini – bläuliche Hautfarbe. Sie verleiht Langlebigkeit und ermöglicht die Wiedergeburt im Dakini-Paradies.
- Vajra-Dakini – (Diamantene Dakini) rote Hautfarbe. Sie verhindert den Absturz in die niederen Daseinsebenen.
- Ratna-Dakini – (Juwelen Dakini) goldene Hautfarbe. Sie verleiht weltlichen Wohlstand und verhindert die Wiedergeburt in der Höllenwelt.
- Padma-Dakini – (Lotus Dakini) rosafarbene Haut. Sie kann die Wiedergeburt in niederen Daseinsebenen verhindern.
- Karma-Dakini – strahlend weiße Hautfarbe. Sie verleiht weltlichen Erfolg und ermöglicht eine Wiedergeburt im menschlichen Daseinsbereich.

### Nirmanakaya-Dakinis
- Prinzessin Mandarava von Zahor war die indische Hauptgefährtin von Padmasambhava. Zusammen verwirklichten sie die Siddhi der Unsterblichkeit.
- Yeshe Tsogyal (8./9. Jh.) (tib. Königin des Sees der Weisheit)- Die tibetische Hauptschülerin von Padmasambhava, war maßgeblich an der Verbreitung von Padmasambhavas Terma-Texten in Tibet beteiligt.
- Niguma (8./9. Jh.), Gefährtin oder Verwandte Naropas, wichtige Meisterin für die Entstehung der Shangpa-Kagyü-Schule.
- Machig Labdrön (11. Jh.) (tib. Licht von Lab (Provinz)) – Entwickelte die vollkommene Weisheit durch das erwerbsmäßige Vorlesen von Prajnaparamita-Texten. Sie entwickelte später eine neue Form des Chöd, der Praxis des Abschneidens der Ich-Vorstellung, das weite Verbreitung fand.
- Machik Ongyo (12. Jh.), diese tantrische Meisterin führte die Übertragungs-Linie von Rechungpa weiter.
- Jomo Menmo, (13. Jh.) gilt als Inkarnation der Dakini Yeshe Tsogyal.

Nirmanakaya-Dakinis werden aber nicht nur als Verkörperungen historischer Persönlichkeiten erkannt, auch in der heutigen Zeit leben Meisterinnen, die als Dakini-Verkörperung gelten, darunter
- Khandro Rinpoche, eine Meisterin der Kagyü-Schule
- Jetsun Kushog Chimey Luding Dölkar[2], eine Meisterin der Sakya-Schule, die als Verkörperung Prajnaparamitas, Taras und Vajrayoginis angesehen wird.
- Mayum Tsering Wangmo, die Mutter von Sogyal Rinpoche und von Dzogchen Rinpoche: Sie gilt als große Dakini und als Ausstrahlung von Ushnishavijaya[3].

## Ikonografie

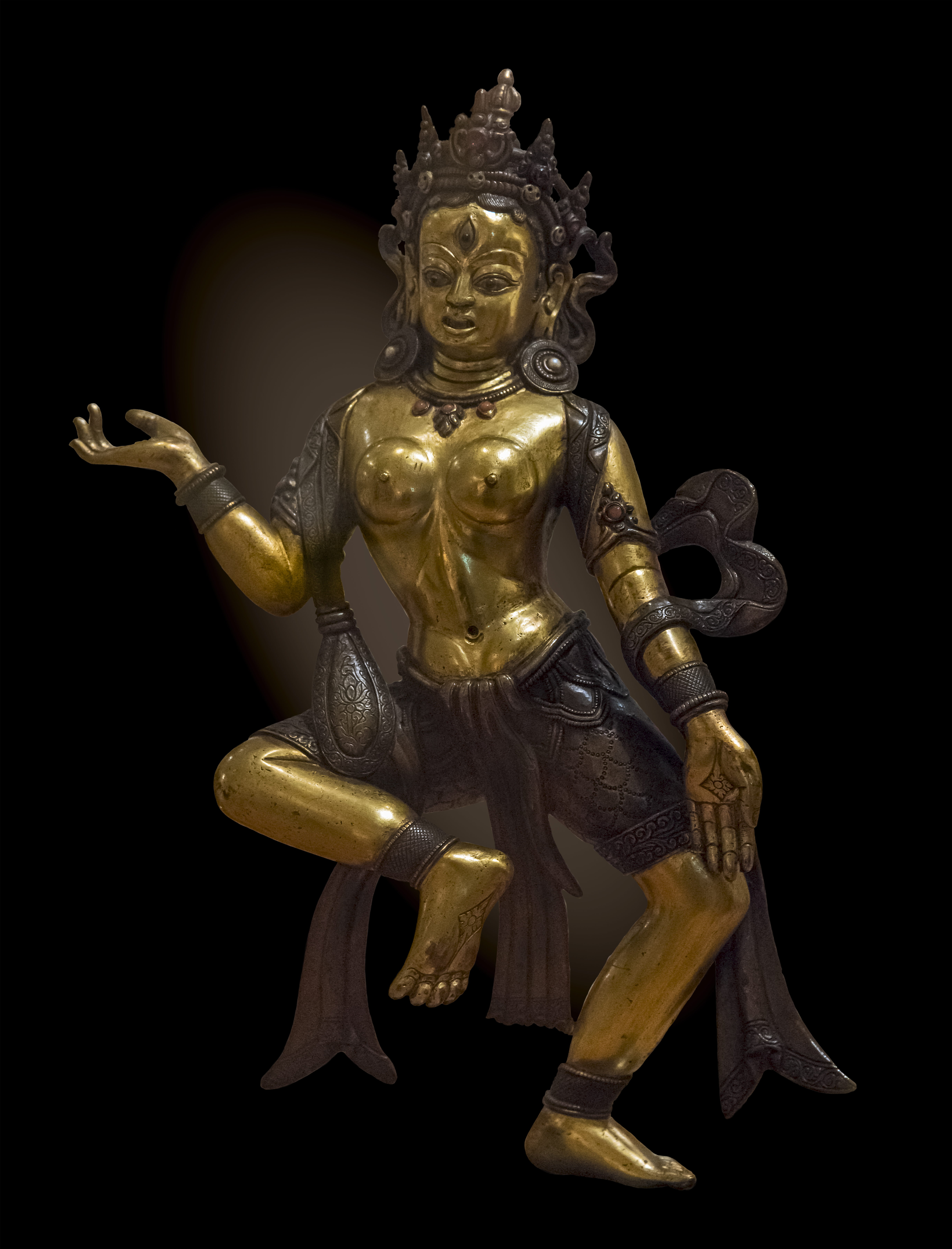
Dakini frühes neunzehnten Jahrhundert in Tibet.

Ikonografische Entsprechungen neigen dazu, die Dakini als eine junge und nackte Figur in tanzender Pose darzustellen, oft hält sie eine Schädelschale gefüllt mit Menstruationsblut oder Lebenselixier in einer Hand, während sie ein Hackmesser (kartrika) in einer anderen Hand schwingt. Ebenso zu den Attributen gehören die Sanduhrtrommel (damaru) und der Donnerkeil (tibetisch: rod-rje, sanskrit: vajra). Manchmal trägt sie eine Kette aus menschlichen Schädeln um den Hals, während ein Dreizack (trishula) an ihrer Schulter lehnt. Für gewöhnlich ist ihr Haar lang und struppig und hängt über ihren Rücken. Ihr Gesicht hat einen zornigen Ausdruck und sie stampft mit den Füßen auf einem am Boden liegenden Körper herum, was das Bezwingen von Gier, Hass und Verblendung repräsentiert. Mit dem dritten Auge auf ihrer Stirn ist sie befähigt, höhere Wahrheiten zu erkennen. Oft lodern als Zeichen ihrer großen Energie Flammen um ihren Körper. Praktizierende behaupten oft, das Klappern ihres Knochenschmucks zu hören, wenn die Dakinis ihre ekstatischen Tänze aufführen. Dann erscheinen diese hemmungslosen weiblichen Wesen, um die völlige Freiheit von allen Bedingungen zu feiern.